# Jean-Sébastien-Eugène Julia de Fontenelle
Jean-Sébastien-Eugène Julia de Fontenelle est un pharmacien, chimiste et vulgarisateur scientifique français, né le 18 octobre 1780 à Narbonne et mort le 8 février 1842. 

## Biographie
Diplômé à Montpellier, il se rend à Barcelone en 1820 pour étudier l'épidémie de fièvre jaune qui y régnait, et est nommé en 1823 médecin en chef de l'hôpital de convalescence de Catalogne. Il est l'un des fondateurs du Journal de Pharmacie et de la Société des Sciences physiques.

## Œuvres
- « Mémoire sur la culture de la soude dans la ci-devant province du Languedoc », Annales de chimie, vol. 49, 1804, p. 267-285.
- la Fièvre jaune de Barcelone, 1820.
- Recherches historiques, chimiques et médicales sur l'air marécageux, 1823.
- Recherches médico-légales sur l'incertitude des signes de la mort, les dangers des inhumations précipitées, les moyens de constater les décès et de rappeler à la vie ceux qui sont en état de mort apparente, Paris, Just Rouvier et E. Le Bouvier, 1834.

Il est l'auteur d'un grand nombre de Manuels pour la collection Roret à partir de 1826 : 
- Manuel complet du marchand papetier et du régleur, 1828 Lire en ligne.
- Manuel de l'herboriste, de l'épicier-droguiste et du grainier-pépiniériste horticulteur : contenant la description des végétaux, les lieux de leur naissance, leur analyse chimique et leurs propriétés médicales, 1828, 2 vol. Lire en ligne
- Manuel complet des fabricants de chapeaux en tous genres : tels que feutres divers, schakos, chapeaux de soie, de coton et autres étoffes filamenteuses, chapeaux de plumes, de cuir, de paille, de bois, d'osier, 1830 Lire en ligne
- Manuel complet du bijoutier, du joaillier, de l'orfèvre, du graveur de métaux et du changeur, 1832.
- Manuel complet, théorique et pratique, du distillateur et du liquoriste ou Traité de la distillation : contenant l'art de fabriquer les diverses espèces d'eau-de-vie et esprits, les liqueurs, marasquins et ratafias (à peu de frais), les huiles essentielles, les eaux spiritueuses, les vins de liqueurs, les vinaigres aromatiques, 1835, 518 p.
- Nouveau manuel complet des sorciers, ou la magie blanche dévoilée par les découvertes de la chimie de la physique, et de la mécanique, 1841.

S'y ajoutent : Manuel de Chimie, — de Physique, — de Pharmacie, — des Eaux minérales, — du Verrier, — du Moutardier, — du Vinaigrier, etc.
Il a également écrit des articles de 1827 à 1831 dans la revue Bibliothèque physico-économique instructive et amusante.